# Tavole astrologiche di Grand

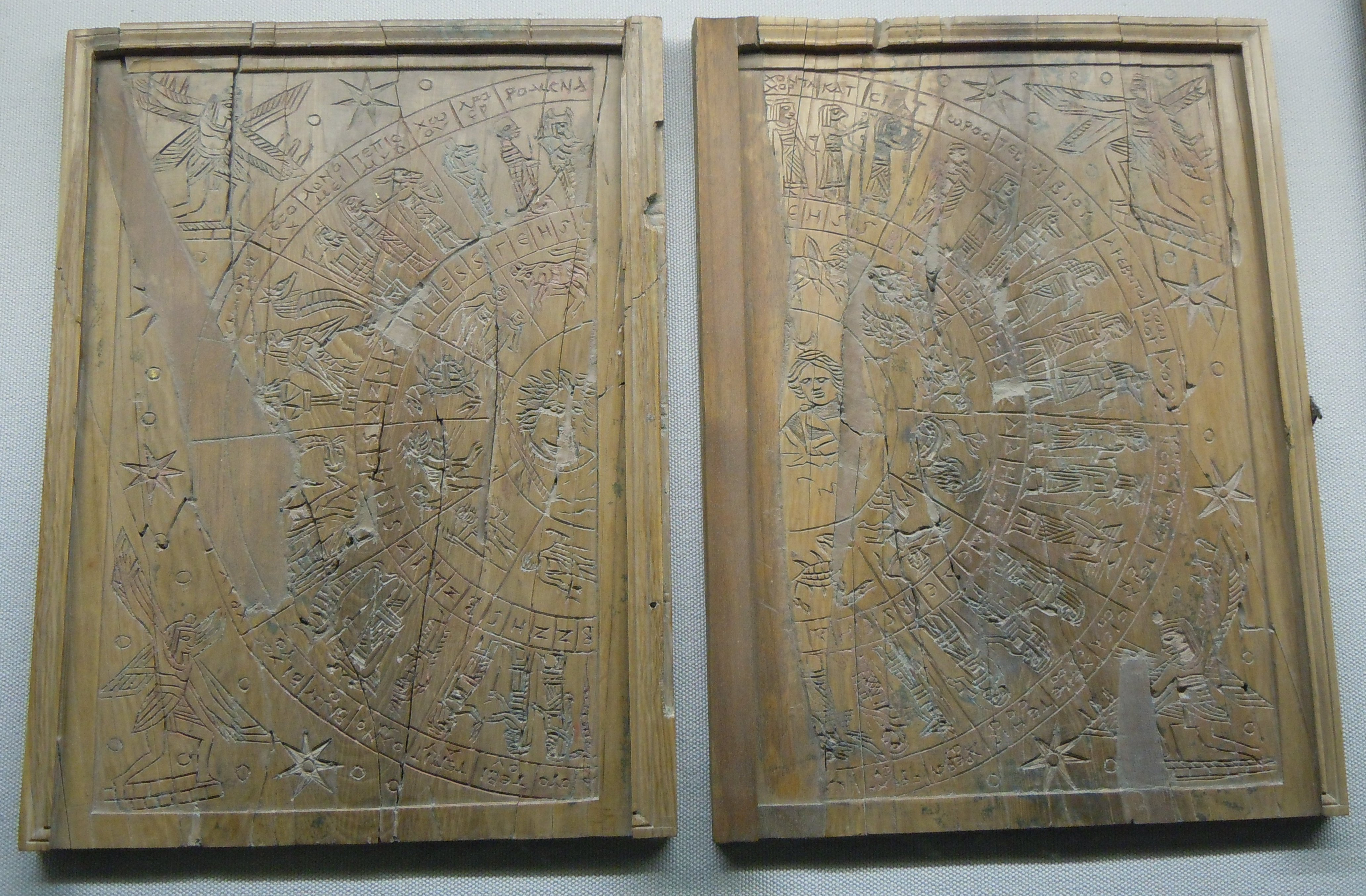
Tavole di Grand nel Musée d'archéologie nationale di Saint-Germain-en-Laye

Le Tavole astrologiche di Grand (o Tavole zodiacali di Grand) sono quattro tavole in avorio di elefante, progettate per essere unite a due a due a formare un dittico con una copertura scorrevole; sul dittico è incisa una rappresentazione del cielo astrale greco-romano, con influenze egizie. Furono ritrovate nel sito archeologico di Grand e risalgono al II secolo.

## Decorazione

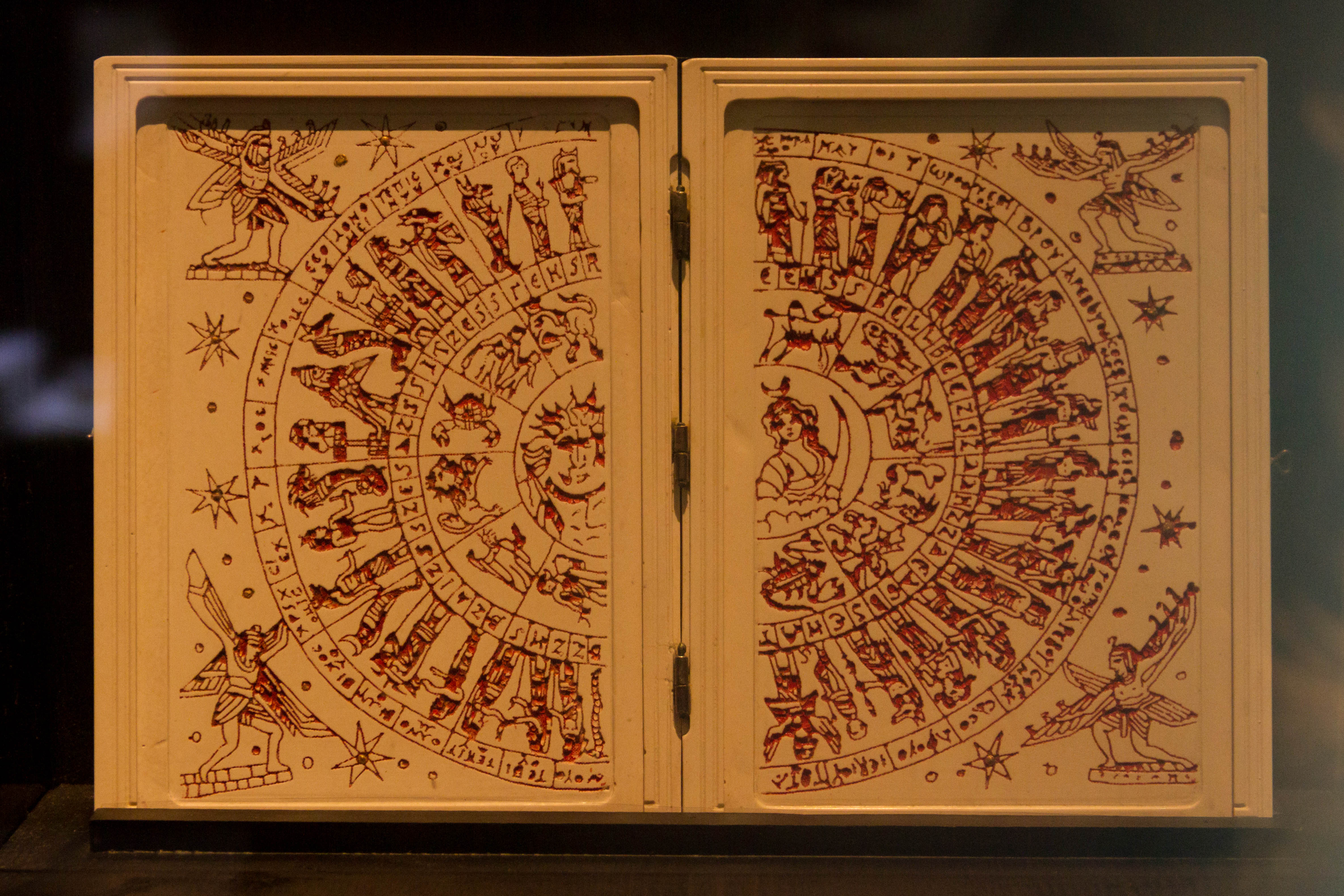
Ricostruzione delle tavole

I dittici hanno una dimensione di 29 x 19 cm, e le incisioni furono riempite di colori: le analisi hanno confermato la presenza di rosso vermiglio, nero di galena, giallo orpimento, e che le stelle erano ricoperte di una foglia d'oro.
La decorazione è caratterizzata da fasce concentriche con diverse rappresentazioni astrali:
- prima fascia: i dodici segni dello zodiaco greco-romano;
- seconda fascia: lettere greche che indicano il dominio dei pianeti;
- terza fascia: divinità egizie che simboleggiano i 3 decani di ciascun segno zodiacale;
- quarta fascia: nomi in copto dei 36 decani corrispondenti ai 12 segni zodiacali.

Agli angoli, 4 creature alate, in stile egizio, personificano i venti del cielo stellato.

## Storia
Nel 1967 e nel 1968, nel pozzo «Jean Duvaux» furono rinvenute quattro tavolette d'avorio che formano due dittici: un dittico è conservato nel Museo dipartimentale dei Vosgi a Épinal, l'altro nel Musée d'archéologie nationale di Saint-Germain-en-Laye.
Le tavolette sembrano essere state rotte intenzionalmente (sono stati ritrovati 188 pezzi) e testimoniano la tradizione egizia del tardo periodo tolemaico o del primo periodo romano e le influenze orientali che si diffusero in Gallia, soprattutto a partire dalla fine del II secolo. I nomi dei decani sono trascritti in copto antico con caratteri greci.
Queste tavolette, riservate agli specialisti, venivano utilizzate per stabilire gli oroscopi e per l'astrologia medica. Venivano utilizzati anche per i riti magici, che nell'antichità erano approcci complementari.